# Massacre d'El Guabo
Le massacre d'El Guabo est une attaque commise le 1er décembre 2024, au cours de laquelle neuf Colombiens et un Équatorien ont été assassinés par des membres d'un gang dans la ville d'El Guabo El Guabo, en Équateur.

## Déroulement
Vers 5 heures du matin, le 1er décembre 2024, 10 hommes qui dormaient dans une maison qu'ils avaient louée quelques jours auparavant, dans le secteur de La Victoria à El Guabo, ont été attaqués par des hommes armés de pistolets de calibre 9 mm et de fusils d'assaut de calibre .45. Cinq d'entre eux ont été tués dans la maison, tandis que les cinq autres se sont enfuis dans la rue où quatre d'entre eux ont été abattus et renversés. Le dernier homme a été poursuivi pendant environ un kilomètre, avant d'être rattrapé puis décapité, puis ils ont démembré son corps et l'ont fourré dans un sac de sable.

## Enquêtes
Les hommes ont été assassinés par un groupe possiblement lié à Los Lobos. Un tract retrouvé sur les lieux disait : « Quiconque copie les damnés Loups Miroirs sera renvoyé. ».

## Victimes
Parmi les dix hommes, un seul avait déjà été accusé de trafic de stupéfiants, il s'agit de José Miguel Araujo Buila.
- : Marco Antonio Isves Niemes
- : Samuel Antonio Cárdenas Cortés
- : Alejandro Saiz Poveda
- : Luis Heli Patarroyo Urrego
- : Luis Guillermo Banquet Rivero
- : Diego David Benavides Cifuentes
- : Yostin Riascos Romero
- : José Miguel Araujo Buila
- : Alexander Arroyo
- : Nepomuceano Ramos Madronero